# Jondal (localidad)
Jondal es el centro administrativo del municipio de Jondal. En el 2013 tenía 379 habitantes. En las cercanías está la entrada al túnel de Jondal.

## Geografía
Se ubica en la costa sur del Fiordo de Hardanger, a unos 55 km al sureste de Bergen. Está a 12 km al noroeste del glaciar Folgefonna en el parque nacional de Folgefonna. Kysnesstranda está 15 km al sur. Jondal se encuentra dividida por el río Jondalselvi.